# Desmond Hume

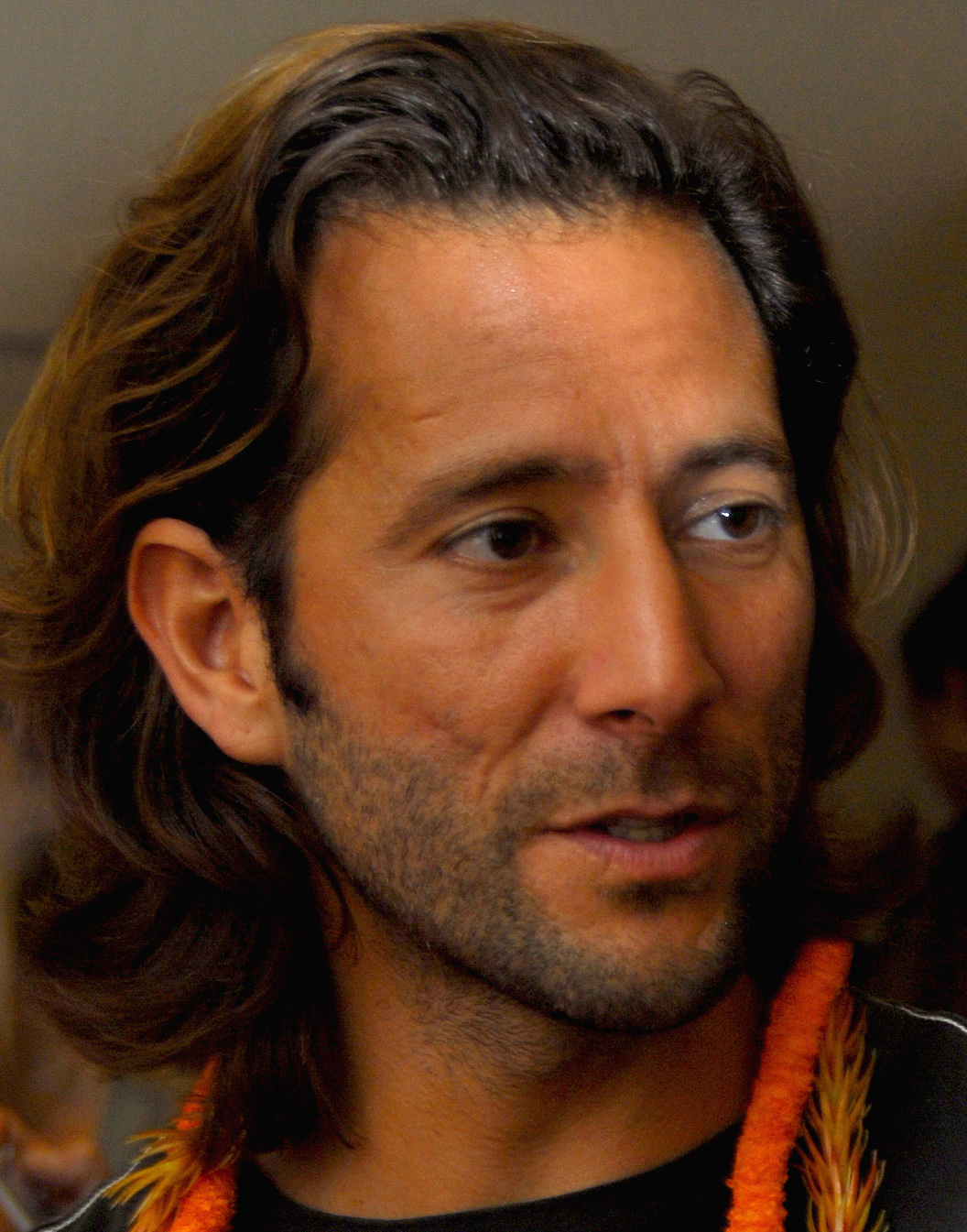
Desmond Hume

Desmond David Hume (Henry Ian Cusick) este unul dintre personajele principale din serialul de televiziune american Lost.